# Denise Parker
Denise Parker (* 12. Dezember 1973 in Salt Lake City, Utah als Denise Knudson, verheiratete Denise Smith) ist eine frühere US-amerikanische Bogenschützin und Bogenbiathletin.
Denise Parker gehörte seit Ende der 1980er Jahre dem US-Nationalkader im Bogenschießen an. Sie startete 1988 in Seoul erstmals bei Olympischen Sommerspielen und wurde 21. im Einzel. Mit Deborah Ochs und Melanie Skillman gewann sie im Mannschaftswettbewerb hinter Südkorea und Indonesien die Bronzemedaille. Vier Jahre später verpasste Parker in Barcelona an der Seite von Jennifer O’Donnell und Sherry Block als Achte im Mannschaftswettkampf eine Medaille recht klar, war aber als Fünfte des Einzels einem weiteren Medaillengewinn nahe. Weniger erfolgreich war sie 2000 in Sydney, wo sie 44. des Einzels wurde und mit Janet Dykman und Karen Scavotto im Team Fünfte wurde. Bei den Goodwill Games 1994 in Sankt Petersburg wurde Parker Achte des Einzels.
Parker gehörte auch zu den Pionierinnen im internationalen Bogenbiathlon und startete 1998 bei den erstmals ausgetragenen Weltmeisterschaften in Cogne. Dort gewann sie an der Seite von Kim Bartholomew und Leslie Howa hinter den Vertretungen aus Italien und Frankreich die Staffel-Bronzemedaille.